# Chlenias
Chlenias là một chi bướm đêm thuộc họ Geometridae.

## Các loài
- Chlenias banksiaria (Le Guillou, 1841)
- Chlenias basichorda Turner, 1919
- Chlenias belophora (Turner, 1919)
- Chlenias cyclosticha Lower, 1915
- Chlenias gonosema Lower, 1893
- Chlenias inkata Tindale, 1961
- Chlenias macrochorda Turner, 1919
- Chlenias nodosus (Swinhoe, 1892)
- Chlenias ochrocrana Turner, 1947
- Chlenias pini Tindale, [1929]
- Chlenias seminigra Rosenstock, 1885
- Chlenias serina Lower, 1900
- Chlenias stenosticha Turner, 1919
- Chlenias zonaea Guest, 1887